# Ingrid Alexandra norvég hercegnő
Ingrid Alexandra norvég hercegnő (Oslo, 2004. január 21. –), Haakon norvég királyi herceg és Mette-Marit norvég trónörökösné első, de anyjának a második gyermeke. Második a norvég trónöröklési rendben az apja mögött.

## Élete
A család az Oslo külvárosában fekvő Skaugum rezidencián lakik.
2019. augusztus 31-én Kari Veiteberg püspök konfirmálta Ingrid Alexandrát az oslói palota kápolnájában.